# Allochernes loebli
Allochernes loebli är en spindeldjursart som beskrevs av Selvin Dashdamirov 2005. Allochernes loebli ingår i släktet Allochernes och familjen blindklokrypare. Inga underarter finns listade i Catalogue of Life.